# 범죄해결 특수반
"범죄해결 특수반"은 2020년에 개봉한 대한민국의 영화이다.

## 캐스팅

### 주연
- 조선기 : 강호 역
- 오아린 : 소연 역
- 고태진 : 독 역
- 김라희 : 신혜 역

### 조연
- 장근철 : 필승 역
- 이한솔 : 본드 장 역

### 단역
- 조성구 : 본드장 통역 그림자 역